# Probalintha inclusa
Probalintha inclusa är en fjärilsart som beskrevs av Walker 1865. Probalintha inclusa ingår i släktet Probalintha och familjen snigelspinnare. Inga underarter finns listade i Catalogue of Life.